# Maskulin Mixtape Vol. 2
Maskulin Mixtape Vol. 2 ist das zweite Mixtape von Flers Label Maskulin, auf dem alle Künstler des Labels vertreten sind. Das Mixtape wurde am 1. Juni 2012 veröffentlicht. Dem Mixtape ist auch noch eine zweite CD mit dem ersten Teil beigelegt, der vorher nur als Download erhältlich war.

## Hintergrund
Am 28. Oktober 2011 erschien das erste Mixtape des Labels Maskulin. Dieses wurde nur digital veröffentlicht und so wurde entschieden, es als Bonus-CD zum zweiten Mixtape zur Verfügung zu stellen. Das zweite Mixtape sollte am 1. Juni 2012 veröffentlicht werden und das erste Mixtape als zweite CD beinhalten. Vor der Entstehungsphase wurden die Rapper Nicone und Dizztino bei Maskulin unter Vertrag genommen.

## Besetzung
Zu der Besetzung des Mixtapes gehören neben dem Rapper Fler, auch noch DJ Gan-G sowie die Rapper G-Hot, Sentence, Nicone, Silla und MoTrip. Außerdem hat der Sänger Julian King auf dem Song Ein Leben einen Gastauftritt. Der Rapper Styles P. hat auf dem Remix zu Don’t Stop einen Gastbeitrag.

## Produktion
Die Produktionen stammen größtenteils von Beatzarre und McCabe.

## Titelliste
| #  | Titel                         | Interpret                              | Länge |
| -- | ----------------------------- | -------------------------------------- | ----- |
| 1  | Intro                         | DJ Gan-G                               | 2:21  |
| 2  | Rap Renegades                 | Fler feat. G-Hot, Sentence & Francisco | 2:43  |
| 3  | Fick deine Mutter Stadt       | G-Hot & Nicone                         | 2:40  |
| 4  | Ein Leben                     | G-Hot & Nicone feat. Julian King       | 4:06  |
| 5  | Nice (Remix)                  | G-Hot & Nicone                         | 2:44  |
| 6  | Frische Luft                  | G-Hot & Nicone                         | 3:24  |
| 7  | Casino Royal                  | G-Hot & Nicone                         | 2:52  |
| 8  | Atme Ein, Atme Aus            | Fler feat. Silla & G-Hot               | 3:35  |
| 9  | Optimal                       | Fler feat. G-Hot & Nicone              | 3:33  |
| 10 | Süd-Süd-Berlin                | Fler feat. G-Hot & Nicone              | 3:55  |
| 11 | Nur der Mond ist mein Zeuge   | Silla feat. G-Hot & Nicone             | 3:35  |
| 12 | Jeder weiss                   | Fler feat. Silla, G-Hot & Nicone       | 3:45  |
| 13 | Nenn es wie du willst (Remix) | G-Hot & Nicone                         | 3:04  |
| 14 | Lila Scheine                  | Fler & Sentence                        | 3:27  |
| 15 | Bleib wach (Remix)            | G-Hot & Nicone                         | 3:12  |
| 16 | Flaschen auf                  | G-Hot & Nicone                         | 3:35  |
| 17 | Fler #1                       | Fler                                   | 3:16  |

Das Mixtape Maskulin Mixtape Vol. 1 ist auf der CD des zweiten Mixtapes enthalten.

## Vermarktung
Zu den Songs Frische Luft, Casino Royal und Ein Leben wurden Videos veröffentlicht. Ein Interview zum Mixtape wurde am 5. Juni 2012 über das Portal Backspin.tv veröffentlicht. Die Videosingle Frische Luft sorgte in der deutschen Rap-Szene für Unstimmigkeiten, da das Video ursprünglich über den YouTube-Channel der Marke Thug Life veröffentlicht werden sollte. Frische Luft wurde jedoch nach einem geringen Zeitraum entfernt, was laut Gerüchten der Rapper Farid Bang zu verschulden hatte.

## Charterfolg
Das Mixtape belegte Rang 10 der deutschen Kompilations-Charts.
Die Single Minutentakt erreichte Platz 60 in den deutschen Charts. Spiegelbild konnte sich auf Platz 38 positionieren.